# 平野増吉
平野 増吉（增吉、ひらの ますきち、1878年（明治11年）4月20日 - 1959年（昭和34年）11月1日）は、日本の実業家、政治家。衆議院議員。

## 経歴
岐阜県郡上郡山田村（現郡上市）出身。酒造業・平野吉兵衛の三男として生まれ、1934年、家督を相続し家業を継いだ。
庄川木材取締役、飛州木材専務取締役、日本農林新聞社社長、岐阜県木材組合連合会長、岐阜県木材協同組合理事長、木曽林産開発取締役などを務めた。
庄川事件（庄川流木争議・庄川ダム争議・庄川流木事件）で活躍した。ダム訴訟のはしりである。
1946年4月、第22回衆議院議員総選挙おいて岐阜県選挙区で日本進歩党から出馬して当選し、衆議院議員を一期務めた。この間、日本進歩党常議員、同総務委員などを務めた。
炭鉱国管疑獄により逮捕されたが、起訴猶予処分となった。

## 著作
- 『日本精神とお墓』小森繁雄、1936年[3]。

## 伝記
- 木下青嶂『平野増吉翁伝』平野増吉翁伝刊行会、1960年

## 親族
- 子息:平野三郎 - 八幡町長・岐阜県知事・衆議院議員[3]
- 弟:平野力三 - 片山内閣の農林大臣